# Paul Daumont
Paul Daumont (Bangui, 1 september 1999) is een Burkinees wielrenner.

## Carrière
In 2018 reed Daumont voor het Centre mondial du cyclisme, de opleidingsploeg van de Internationale Wielerunie. In november van dat jaar nam hij, met een regionale selectie deel aan de Ronde van Burkina Faso. In deze tiendaagse wedstrijd eindigde Daumont zevenmaal bij de beste tien (waarvan eenmaal in een ploegentijdrit) en werd hij zevende in het door Mathias Sorgho gewonnen eindklassement. In 2019 werd Daumont, achter Salfo Bikienga, tweede in het nationale kampioenschap op de weg.
In november 2020 won Daumont de tweede etappe in de GP Chantal Biya door de sprint van een kleine groep te winnen, voor Lukáš Kubiš en Issiaka Cissé. Ook zegevierde Daumont in de vijfde etappe. In 2021 won hij de tweede etappe in de Ronde van Kameroen en werd hij voor het eerst nationaal kampioen op de weg, deze titel behaalde hij ook in 2023. In de Ronde van Burkina Faso won hij in 2023 naast vijf etappes ook het eind- en puntenklassement.

## Overwinningen
2020
2e en 5e etappe GP Chantal Biya
2021
2e etappe Ronde van Kameroen
 Burkinees kampioen op de weg
2023
 Burkinees kampioen op de weg
1e, 2e, 5e, 6e en 8e etappe Ronde van Burkina Faso
Eind- en puntenklassement Ronde van Burkina Faso
2024
 Burkinees kampioen op de weg
2025
7e en 9e etappe Ronde van Guadeloupe
Puntenklassement Ronde van Guadeloupe